# Mystikal
Mystikal, pseudonimo di Michael L. Tyler (New Orleans, 22 settembre 1969), è un rapper statunitense.
Cresciuto nel 12th Ward di New Orleans, Louisiana, poi trasferitosi a Mobile, Alabama, era uno degli artisti dell'etichetta No Limit Records di Master P, anch'essa con sede commerciale a New Orleans.
Conosciuto anche come The Man Right Chere, si può considerare uno dei rapper più rappresentativi del sud, paragonabile a Juvenile. La sua ispirazione viene da pilastri dell'old school locale come Gregory D, Mannie Fresh, Sporty T e MC Thick.

## Biografia
Il suo esordio risale al 1995 con l'album omonimo per l'etichetta indipendente Big Truck, il successo locale attira l'attenzione della Jive Records, che lo mette sotto contratto l'anno successivo. Nello stesso anno 1995 il rapper di New Orleans pubblica Mind of Mystikal che diventa un classico del rap underground e successivamente diventa disco d'oro. Nell'album appaiono inoltre i Black Menace con Mystikal nel brano Out That Boot Camp Clicc.
Il nuovo successo lo porta ad un contratto con la No Limit Records, con cui produce nell'autunno 1997 l'album Unpredictable grazie all'aiuto di Master P. Nell'album collaborano diversi artisti dell'etichetta tra cui Silkk the Shocker, Mia X, B-Legit e Snoop Dogg. L'LP viene seguito all'inizio del 1998 dal suo terzo disco Ghetto Fabulous, un album che riscuote un buon successo e sfiora la vetta delle classifiche, mancando di poco la prima posizione. Nel disco compaiono Busta Rhymes, Charlie Wilson e molti altri, il brano più rilevante That's The Nigga ha raggiunto molte classifiche negli States, ma il successo è stato poco. In seguito nel 1999 Mystikal lascio la No Limit, per poi trovare una via per arrivare al successo, abbandonando l'underground e proseguendo verso il sentiero del mainstream musicale. Nell'autunno del 2000 è poi la volta di Let's Get Ready, quarto album a livello commerciale che batte i precedenti progetti diventando doppio disco di platino e salendo alla numero uno della classifica USA. Il singolo di grande successo Shake Ya Ass trova collocazione nella rotazione di MTV come ghiotto anticipo dell'album non ancora in commercio. Sempre nell'album è contenuto un altro singolo di successo Danger in cui Mystikal duetta con la cantante R&B Nivea e il video estratto del brano è stato uno dei migliori del 2000. Inoltre nello stesso anno collabora con Joe nel brano Stutter insieme ad Allen Gordon.
Mystikal affina poi la ricerca di uno stile personale, questo lavoro porta l'abbinamento della sua voce rauca ma allo stesso tempo vigorosa ad una metrica varia e rapida, e trova sfogo nel 2001 quando esce Tarantula, quinto album, accompagnato dal singolo omonimo prodotto da Scott Storch (che  produce anche il brano Alright) e realizzato in collaborazione con Butch Cassidy che aggiunge una vena g-funk. Bouncin' Back (Bumpin' Me Against The Wall) è il singolo seguente, che vede alla produzione i Neptunes e riscuote vasto successo, diventando uno dei brani più ascoltati del 2001.
All'album Tarantula collaborano anche The Medicine Men, Rockwilder, Juvenile, Vinnie Biggs, Ward Corbett, DJ Ron, Redman e Method Man (in I Get It Started). L'LP diventa disco di platino, vince la nomination al Grammy Award ed il Soul Train Award.
I successivi progetti lo portano a collaborare con Ludacris e I-20 per realizzare la hit Move Bitch. Sempre nello stesso anno collabora con Foxy Brown nel brano Bout My Paper.
Dopo un anno, nel 2002 Mystikal partecipo alla grande hit di Lil'Jon & The East Side Boyz I Don't Give A... con Krayzie Bone ed è in questo singolo che Mystikal inizio ad avere fama e il suo rap, si inizio a sentire anche in altre regioni degli States.
Nel 2004 esce Oochie Pop, singolo che presenta il greatest hits Prince Of The South, uscito sotto Jive/Zomba Records, poi collabora con Busta Rhymes e Dirtbag per il brano Keep Doin' It all'interno di Violator 3: The Album.
A metà 2004 per Mystikal fu un periodo difficile, fu accusato e portato al tribunale per atti ingiustificati, e fu condannato a sei anni di reclusione in carcere, dopo aver confessato di essere colpevole. Per molti la sua carriera poteva considerarsi finita, per altri la considerarono solo sospesa, ma Mystikal in realtà avrebbe aspettato e non per molto sarebbe ritornato a fare rap.
La sua uscita dal carcere era prevista nel 2009 ma poi dovette aspettare il 2010 per ritornare tra i fan, nell'agosto 2010, Mystikal inizio a pensare a come realizzare il suo ottavo album, che sarebbe uscito quell'anno, sotto etichetta della Cash Money Records, ma il successo sarebbe stato poco, e gli investimenti della Cash Money di Birdman non sarebbero bastati   per promuovere il suo album. Comunque sia nel 2011, Mystikal collaborò lo stesso con Birdman e Lil Wayne nel singolo Friends, il singolo entro nella Billboard alla posizione N.38.
Nel 2015 Mystikal, ritornò nella scena rap nell'album di Mark Ronson Uptown Special con il singolo Feel Right. Sempre nello stesso anno collaborò insieme a Mannie Fresh con il singolo Uh-Oh presente nel disco di quest'ultimo We Got This.
È apparso per diversi anni, in show come The Chris Rock Show, Ricky Lake, Jenny Jones e 106 AND Park, e su riviste e giornali come Newsweek, The Los Angeles Times, The New York Times, oltre che su pubblicazioni del settore come Rolling Stone, Vibe e The Source.
Ha inoltre collaborato alle colonne sonore di:
- Sunday (brano "Jump Any Given"),
- Blade ("The Edge Of The Blade" e "Gettin' Aggressive (Mowo! Remix)"),
- The Corruptor ("It Ain't Playin'"),
- Dangerous Ground ("Mr. Shittalker"),
- Foolish ("Runnin' From The Police" e "That's That Shit"),
- I'm Bout It ("What Cha Think"),
- About a Boy ("Shake your Ass"),
- Light It Up ("Light It Up").

## Collaborazioni
- Wild Boy  by UGK (1996)
- Tunnell  by Funkmaster Flex (1996)
- Timely Evolution  by King Ashoke (1996)
- Icon  by Master P (1997)
- Holla At I'll Put It On Ya  by Babygirl (1997)
- Unlady Like  by Mia X (1997)
- Still Serious  by Big Mike (1997)
- Pre-Meditated Drama  by Steady Mobb'n (1997)
- Life Insurance  by Mr. Serve-On (1997)
- Ghetto D  by Master P (1997)
- An Eye For An Eye  by RBL Posse (1997)
- Da Game Is Be Sold, Not To Be Told  by Snoop Dogg (1997)
- Wise Guys  by Ghetto Commission (1998)
- The War Report by Capone N-Noreaga (1997)
- These Wicked Streets  by Skull Duggrey (1998)
- There's One In Every Family  by Fiend (1998)
- The Recipe  by Mack 10 (1998)
- The Assassin  by Big'Ed (1998)
- Sky's The Limit  by Magic (1998)
- Shell Shocked  by Mac (1998)
- Screwed Out  by Kid Fresh (1998)
- My Balls & My Word  by Young Bleed (1998)
- MG  by Mean Green (1998)
- Mama Drama  by Mia X (1998)
- Lost  by 8 Ball (1998)
- Life Or Death  by C-Murder
- Give It 2'Em Raw  by Soulja Slim (1998)
- Ghetto Organized  by Gambino Family (1998)
- Extincion Level Event: The Final World Front  by Busta Rhymes (1998)
- Da Franchise Playa  by Tim Smooth (1998)
- Charge It 2 Da Game  by Silkk the Shocker (1998)
- Black Mafia  by Steady Mobb'n (1998)
- Strictly For The Street  by Cochise (1999)
- Street Life  by Fiend (1999)
- Rear End  by Mercedes (1999)
- Rainbow  by Mariah Carey (1999)
- Only God Can Judge Me  by Master P (1999)
- Madde Man  by Slikk the Shocker (1999)
- 19 Naughty Nine: Nature's Fury  by Naughty By Nature (1999)
- Unrestricted  by Da Brat (2000)
- Trapped In Crime  by C-Murder (2000)
- Stutter  by Joe (2000)
- Most Wanted  by Moon & Chief (2000)
- Anarchy  by Busta Rhymes (2000)
- Loyalty And Betrayal  by E-40 (2000)
- Goodfellas  by 504 Boys (2000)
- Ghetto Postage  by Master P (2000)
- Book Of Thugs: Chapter AK, Verse 47  by Trick Daddy (2000)
- Stankonia  by OutKast (2000)
- Word of Mouf  by Ludacris (2001)
- Total Devastation  by Busta Rhymes (2001)
- The Dirty Story  by Ol' Dirty Bastard (2001)
- Streets Got Luv 4 Me  by Mr.Marcelo (2001)
- My World, My Way  by Silkk the Shocker (2001)
- Nivea  by Nivea (2001)
- Murda-Murda  by Mr.Quikk (2001)
- Glitter  by Mariah Carey (2001)
- Broken Silence  by Foxy Brown (2001)
- Round One: The Album  by Roy Jones (2002)
- Kings of Crunk  by Lil Jon & The East Side Boyz (2002)
- G-Spot  by Gerald Levert (2002)
- Birdman  by Birdman (2002)
- Level II  by Blackstreet (2003)
- After the Storm  by Monica (2003)
- I'All I Got  by Max Minelli (2003)
- I Miss My Homies  by Master P (2003)
- Good Side, Bad Side  by Master P (2004)
- Violator 3: The Album  by Busta Rhymes (2004)
- This Is Just  by Mack Maine (2010)
- Mr It Ain't Fair by Pokey Bear (2010)
- Fly Rich  by Rich Gang (2010)
- Feel Back  by Lil'Kano (2010)
- Radioactive  by Yelawolf (2011)
- Crunkest Hits  by The Eastside Boyz (2011)
- YMCMB the Motto  by Drake (2011)
- Friends (single)  by Birdman & Lil'Wayne (2011)
- Carnivale Electricos  by Galactic (2012)
- Because The Internet  by Childish Gambino (2013)
- No Pressure 2  by Spodee (2014)
- We Got This...  by Mannie Fresh (2015)
- Uptown Special  by Mark Ronson (2015)
- Malta Bend  by Stevie Stone (2015)
- 10pc.Mild  by Trinidad James (2016)

## Discografia
- Mind of Mystikal (1995)
- Unpredictable  (1997)
- Ghetto Fabulous (1998)
- Let's Get Ready (2000)
- Tarantula  (2001)
- Prince of the South...The Hits (compilation) (2004)

## Doppiatori italiani
- Pasquale Anselmo in Mac & Devin Go to High School